# تفاضل وتكامل
 حساب التفاضل والتكامل أو الحسبان (باللاتينية: Calculus) الذي يسمى في الأساس «حساب التفاضل والتكامل اللانهائي»، هو الدراسة الرياضية للتغير المستمر، بنفس الطريقة التي تكون فيها الهندسة هي دراسة الشكل والجبر هي دراسة تعميمات العمليات الحسابية.
له فرعين رئيسيين: حساب التفاضل وحساب التكامل. يتعلق الأول بمعدلات التغيير الفورية، وميل المنحنيات، بينما يتعلق حساب التكامل بتراكم الكميات، والمساحات الموجودة أسفل المنحنيات أو بينها. يرتبط هذان الفرعان ببعضهما البعض من خلال المبرهنة الأساسية للتفاضل والتكامل، ويستفيدان من المفاهيم الأساسية للتقارب بين المتسلسلات اللانهائية إلى حد محدد جيدًا.
تم تطوير حساب التفاضل والتكامل اللانهائي بشكل مستقل في أواخر القرن السابع عشر من قبل إسحاق نيوتن وغوتفريد لايبنتس. اليوم، حساب التفاضل والتكامل له استخدامات واسعة في العلوم والهندسة والاقتصاد.
في تعليم الرياضيات، يشير حساب التفاضل والتكامل إلى دورات التحليل الرياضي الأولي، والتي تُكرَّس أساسًا لدراسة الدوال والحدود. تأتي كلمة (حساب calculi) من اللاتينية، والتي تعني في الأصل «حصاة صغيرة»؛ نظرًا لاستخدام مثل هذه الوحدات الصغيرة جدًّا للتغيرات في الحساب، فقد تطور معنى الكلمة واليوم تعني عادةً طريقة حساب. لذلك يتم استخدامها لتسمية طرق محددة للحساب والنظريات ذات الصلة، مثل حساب القضايا، حساب ريتشي، حساب المتغيرات، حسابات اللامدا، وحساب العملية.

## تاريخ

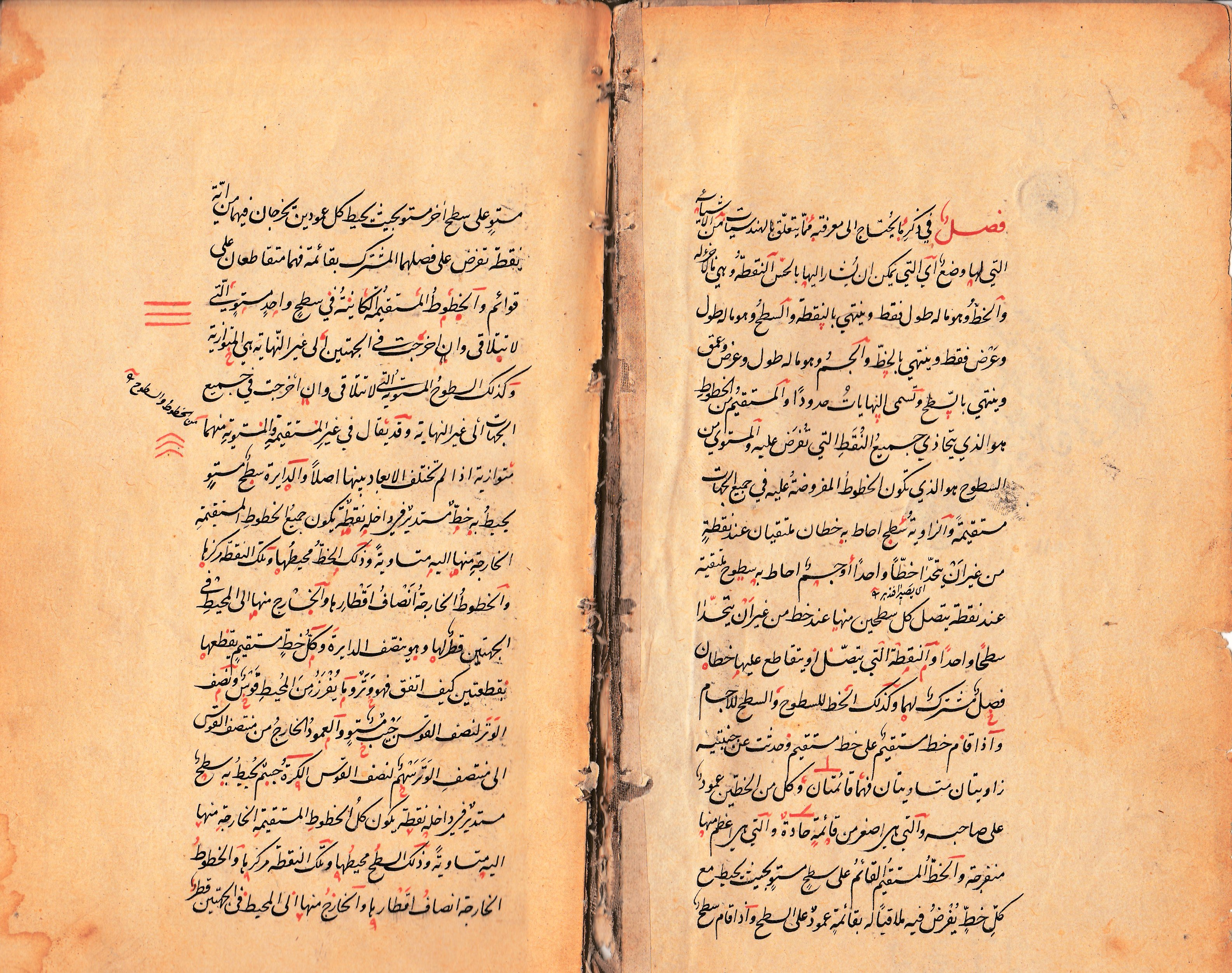
كتاب مخطوط عربي في علم الحساب والهندسة والفلك

يعتقد البعض أن علم التفاضل قد سبق التكامل؛ لأن التكامل عملية عكسية للتفاضل وهذا غير صحيح. فقد أظهرت الأدلة التاريخية استخدام التكامل بطرق غير مباشرة في حساب المساحات والحجوم كما كان في عهد المصريين القدماء في طريقة حساب حجم الهرم الناقص. كما تبعهم اليونانيون في استخدام طريقة الاستنزاف لحساب المساحات والحجوم، ثم ازدهرت هذه الطريقة في عهد أرخميدس الذي أدخل فكرة طريقة الاستنفاد والتي تمثل جزءًا أساسيًّا في علم التكامل. ثم انتقلت طريقة الاستنزاف إلى الصين حيث عملوا جاهدين على إيجاد مساحة الدائرة وحجم الكرة.
وفي العصر الإسلامي استطاع ابن الهيثم استخدام طريقة تكاملية لاستنباط الصيغة العامة لمجموع متوالية حسابية من الدرجة الرابعة. ثم ابتدع الصينيون معادلات تتعامل مع التكامل، وفي الهند بدأ الاشتقاق بالظهور على يد هندي رياضي وصف التغيرات المتناهية في الصغر كما توصل آخرون لمتسلسلات شبيهة بمتسلسلة تايلور.
مع ظهور عصر النهضة بدأ الغرب بتعلم وترجمة الكتب القديمة من العربية وتطوير علوم الرياضيات، الفيزياء، وبعض العلوم الأخرى وتطور علم التفاضل والتكامل بشكل خاص على يد إسحاق نيوتن.
قال المؤرخ العالمي المشهور (يورانت ول) أن ثابت بن قرة أعظم علماء الهندسة المسلمين قد ساهم بنصيب وافر في تقدم الهندسة، وهو الذي مهد لإيجاد علم التفاضل والتكامل كما استطاع أن يحل المعادلات الجبرية بالطرق الهندسية.

## النهايات
تهتم بدراسة اتصال الدالة وقيمتها عندما يقترب تابعها من قيمة معينة.
بفرض أن الدالة {\displaystyle f(x)\,} هي دالة حقيقية وأن {\displaystyle c\,} عدد حقيقي أيضًا:
عندئذ يمكن القول:
{\displaystyle \lim _{x\to c}f(x)=L}
أي أن الدالة {\displaystyle f(x)\,} تكون قريبة جدًّا حسبما نريد من {\displaystyle L\,} عندما تقترب {\displaystyle x\,} من العدد {\displaystyle c} ونعبر عن ذلك لغة (أن نهاية {\displaystyle f(x)\,} عندما تؤول {\displaystyle x\,} إلى {\displaystyle c\,} هي {\displaystyle L\,}).

## التفاضل والاشتقاق
يتم اشتقاق التفاضل للدالة {\displaystyle f(x)\,} من التعريف الرئيسي للنهاية بالعلاقة:
{\displaystyle f'(x)={\frac {dy}{dx}}=\lim _{\Delta x\to 0}{\frac {f(x+\Delta x)-f(x)}{\Delta x}}}
- مشتقة الثابت:

{\displaystyle f(x)=a\,}
وعندما يكون a عددًا ثابتًا إذًا:{\displaystyle f'(x)=0\,}
- مشتقة دوال القوة:

{\displaystyle f(x)=x^{r},\,}
إذا كان r عدد حقيقي إذًا:
{\displaystyle f'(x)=rx^{r-1},\,}
مثال على ذلك: {\displaystyle f(x)=x^{1/4}},
{\displaystyle f'(x)=(1/4)x^{-3/4},\,}
- مشتقة الدوال الأسية واللوغاريتمية:

{\displaystyle {\frac {d}{dx}}e^{x}=e^{x}.}
{\displaystyle {\frac {d}{dx}}a^{x}=\ln(a)a^{x}.}
{\displaystyle {\frac {d}{dx}}\ln(x)={\frac {1}{x}},\qquad x>0.}
{\displaystyle {\frac {d}{dx}}\log _{a}(x)={\frac {1}{x\ln(a)}}.}
- مشتقة الدوال المثلثية:

{\displaystyle {\frac {d}{dx}}\sin(x)=\cos(x).}
{\displaystyle {\frac {d}{dx}}\cos(x)=-\sin(x).}
{\displaystyle {\frac {d}{dx}}\tan(x)=\sec ^{2}(x)={\frac {1}{\cos ^{2}(x)}}=1+\tan ^{2}(x).}
- مشتقة الدوال المثلثية العكسية:

{\displaystyle {\frac {d}{dx}}\arcsin(x)={\frac {1}{\sqrt {1-x^{2}}}}.}
{\displaystyle {\frac {d}{dx}}\arccos(x)=-{\frac {1}{\sqrt {1-x^{2}}}}.}
{\displaystyle {\frac {d}{dx}}\arctan(x)={\frac {1}{1+x^{2}}}.}

## التكامل
في علم الرياضيات ينقسم التكامل إلى جزأين: التكامل المحدود والتكامل غير المحدود. يتعلق التكامل المحدود بحساب الأطوال، المساحات، المنحنيات، مراكز الثقل وما إلى ذلك من الدوال التي لها تطبيقات في شتى العلوم. من جهة أخرى يركز التكامل غير المحدود على إيجاد المعكوس الرياضي للتفاضل، ولهذا السبب يسمى أيضًا بـالاشتقاق العكسي.

### الاشتقاق العكسي
يعطى التكامل غير المحدود لتابع رياضي {\displaystyle f(x)\,} بالعلاقة:
{\displaystyle \int f(x)dx=F(x)+C}
حيث:{\displaystyle F'\!(x)={\frac {d}{dx}}F(x)=f(x)} و {\displaystyle C} هو مجرد ثابت بحيث أن {\displaystyle C\in \mathbb {R} }.
الاشتقاق العكسي للدوال الأسية واللوغاريتمية:
.{\displaystyle \int e^{x}\,dx=e^{x}+C} 
.{\displaystyle \int a^{x}\,dx={\frac {a^{x}}{\ln(a)}}+C} 
.{\displaystyle \int \ln(x)\,dx=x\ln(x)-x+C} 
{\displaystyle \int \log _{a}(x)\,dx=x\log _{a}\left(x\right)-{\frac {x}{\ln \left(a\right)}}+C}
الاشتقاق العكسي للدوال المثلثية:
{\displaystyle \int \sin(x)\,dx=-\cos(x)+C}
{\displaystyle \int \cos(x)\,dx=\sin(x)+C}
{\displaystyle \int \tan(x)\,dx=-\ln \left|\cos \left(x\right)\right|+C}

### التكامل المحدود
يعبر عنه بالشكل الرياضي:
{\displaystyle \int _{a}^{b}f(x)\,dx} ، يطلق على {\displaystyle a} و {\displaystyle b} اسم حدود التكامل، والصيغة الأساسية لحساب التكامل المحدود هي:
{\displaystyle \int _{a}^{b}f(x)\,dx=F(a)-F(b)} بحيث ان {\displaystyle F(x)} هي الدالة العكسية ل {\displaystyle f(x)}، أي أن {\displaystyle F'\!(x)={\frac {dF}{dx}}=f(x)}.

#### مثال
لإيجاد المساحة {\displaystyle A} تحت منحنى الدالة {\displaystyle f(x)=x^{2}}، من {\displaystyle x=1} إلى {\displaystyle x=3}، نقوم باستعمال التكامل المحدود، فنحصل على
{\displaystyle A=\int _{1}^{3}f(x)\,dx=\int _{1}^{3}x^{2}\,dx={\frac {3^{3}-1^{3}}{3}}={\frac {26}{3}}}

## تطبيقات
لعلم التفاضل والتكامل تطبيقات لا حصر لها في علوم الفيزياء الكلاسيكية والحديثة، والكيمياء، والهندسة، والاقتصاد، والحاسوب، وحتى في الطب وبعض العلوم السياسية والأدبية. فيما يلي بعض الأمثلة:
- حساب أطوال المنحنيات والمساحات والحجوم.
- حساب مركز الثقل وعزم القصور الذاتي وكمية التحرك والعجلة والسرعة والإزاحة والشغل والطاقة.
- حساب التوزيعات والاحتمالات المنتظمة كاحتمالية فيرمي في أشباه الموصلات، وانتشار جراثيم في وسط معين تحت ظروف بيئية معينة.
- حل المعادلات التفاضلية وتطبيقاتها في الأنظمة الخطية، مثل: البندول، ودوائر الرنين الكهربائية، وأنظمة التحكم الكهروميكانيكية.
- اشتقاق الكثير من المعادلات الفيزيائية الحديثة والتي يكون من الصعب إجراؤها تجريبيًّا.
- حساب الثوابت الرياضية إلى درجات عالية من الدقة، مثل: قيمة ثابت الدائرة {\displaystyle \pi =3.141592653....\,}، الثابت الطبيعي {\displaystyle e=2.7182818....\,}، وكذلك الدوال الرياضية المعقدة، وإمكانية برمجة هذه العمليات بواسطة الحاسوب.
- حساب المساحات في المستوي أسفل منحنيات بعض الدوال؛ حيث يوجد بعض الأشكال غير المنتظمة ولا يوجد علاقة عامة لحسابها إلا بالتكامل. وكذلك إثبات بعض قوانين الرياضيات، مثل: إثبات حجم الكرة والمخروط، وكذلك جميع الأجسام الدورانية (أي التي تنتج من دوران منطقة محددة حول محورها).

## اقرأ أيضًا
- حساب التكامل
- التكامل الوظيفي